# Perils from the Sea
 (août 2018).
Perils from the Sea est un album collaboratif de l'auteur-compositeur-interprète Mark Kozelek et du multi-instrumentaliste Jimmy LaValle, sorti le 30 avril 2013 sur le label Caldo Verde Records.
La piste "You Missed My Heart", était présente auparavant sur un album live de Kozelek, Live at Phoenix Public House Melbourne (2013).

## Histoire et enregistrement
Le 11 septembre 2011, le leader de Sun Kil Moon Mark Kozelek proposa à Jimmy LaValle, membre du groupe The Album Leaf, de collaborer sur une chanson, "What Happened To My Brother", qui deviendra par la suite la première piste de l'album. Ils continuèrent ensuite à travailler ensemble durant l'année, une alliance de laquelle résulterait un album, Perils from the Sea, donc.

## Sortie
L'album devait originellement sortir sous les noms de groupe des deux musiciens, Sun Kil Moon and The Album Leaf.

## Liste des pistes
Toutes les chansons sont écrites et composées par Mark Kozelek (paroles), Jimmy LaValle (musique).
| No  | Titre                                       | Durée |
| --- | ------------------------------------------- | ----- |
| 1.  | What Happened to My Brother                 | 5:16  |
| 2.  | 1936                                        | 5:10  |
| 3.  | Gustavo                                     | 7:11  |
| 4.  | Baby in Death Can I Rest Next to Your Grave | 8:12  |
| 5.  | Ceiling Gazing                              | 8:09  |
| 6.  | You Missed My Heart                         | 5:40  |
| 7.  | Caroline                                    | 6:17  |
| 8.  | He Always Felt Like Dancing                 | 7:56  |
| 9.  | By the Time That I Awoke                    | 7:26  |
| 10. | Here Come More Perils from the Sea          | 5:52  |
| 11. | Somehow the Wonder of Life Prevails         | 10:32 |

## Membres

### Musiciens
- Mark Kozelek - voix
- Jimmy LaValle - composition
- Marcel Gemperli - cordes (110)
- Peter Broderick - cordes (11)
- Vanessa Ruotolo - cordes (11)

### Personnel d'enregistrement
- Mark Kozelek - producteur
- Jimmy LaValle - producteur, enregistrement musical
- Aaron Prellwitz - enregistrement vocal, mixage
- Gabe Shepard - enregistrement vocal
- Nathan Winter - enregistrement vocal

### Illustration
- Mark Kozelek - photographie
- Et Cetera - design